# جيمس ترافيس تريمبل جونيور
جيمس ترافيس تريمبل جونيور (بالإنجليزية: James Travis Trimble, Jr.)‏ هو قاضي ومحامي أمريكي، ولد في 13 سبتمبر 1932 في بونكي في الولايات المتحدة.